# Edmond de Coussemaker

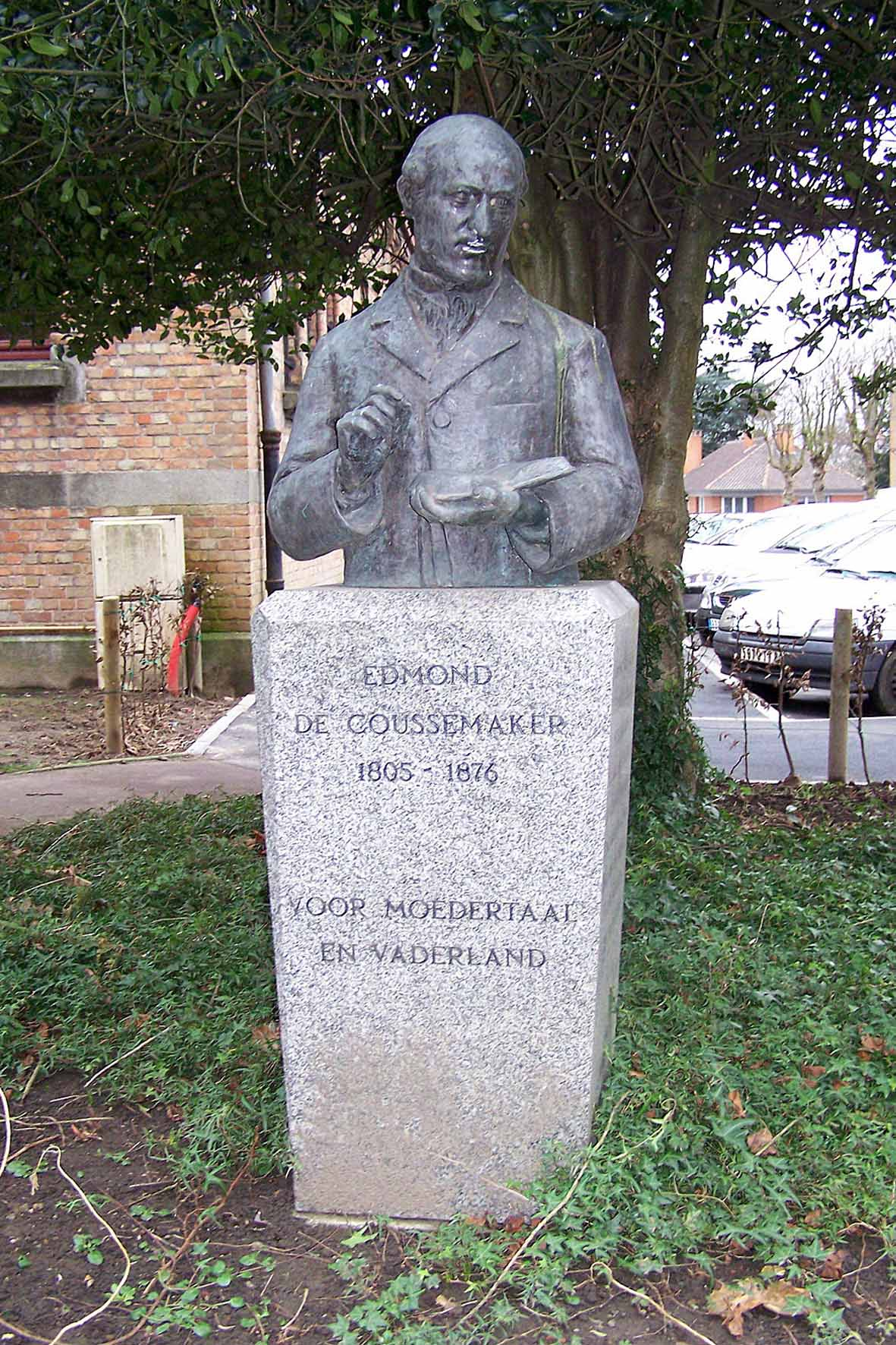
Edmond de Coussemaker (Bailleul, Nord, Frankrike)

Charles Edmond Henri de Coussemaker, född 19 april 1805, död 10 januari 1876, var en fransk domare och musikhistoriker och beskyddare av Franska Flandern.
Coussemaker ägnade sig vid sidan om juridiska studier åt kompositionslära och skrev kyrko- och operamusik. Senare fördjupade sig Coussemaker i studiet av medeltida musikhistoria och utgav ett flertal skrifter, vilkas material är av högt vetenskapligt värde. Bland hans främsta arbeten märks Scriptores de musica medii ævi (4 band, 1864-1876), en fortsättning av Martin Gerberts serie, L'art harmonique aux XII:e et XIII:e siècles (1865) samt Oeuvres complètes du trouvère Adame de la Hale (1872).
På grund av det flamländska språkets förfall i Dunkerque och det ogynnsamma institutionella klimatet för dess användning i skolor utvecklade han en lärt samfund vars främsta syfte var att bevara och sprida information om det Franska Flanderns historia och dess landsmål. Han grundade således Comité flamand de France år 1853 och var dess ordförande fram till sin bortgång 1876.
Han blev känd för sin samling av flamländska folkvisor från Franska Flandern, publicerad under titeln Chants populaires des Flamands de France 1856.
Under första världskriget drabbades hans arkiv och manuskript av betydande förluster i branden vid Bailleuls rådhus.